# Croton trichophilus
Croton trichophilus är en törelväxtart som först beskrevs av Ferdinand Albin Pax och Käthe Hoffmann, och fick sitt nu gällande namn av Radcl.-sm. och Rafaël Herman Anna Govaerts. Croton trichophilus ingår i släktet Croton och familjen törelväxter. Inga underarter finns listade i Catalogue of Life.